# 44a cerimònia dels Premis César
La 44a cerimònia dels Premis César — també coneguts com Nuit des César — que premiava les pel·lícules estrenades el 2018, va tenir lloc el 22 de febrer de 2019 a la Salle Pleyel. Aquesta edició es va retransmetre en directe i sense xifrar a Canal+. La cerimònia va ser seguida per 1.646.000 espectadors. Això correspon al 9,6% de l'audiència. Aquesta és una de les seves pitjors puntuacions, segons les xifres de Médiamétrie, concretament la pitjor des del 2010.
Fou presentada per Kad Merad i dedicada a Charles Aznavour, mort l'octubre. Kristin Scott Thomas va presidir la cerimònia.
Per primera vegada s'ha atorgat un “César dels estudiants de batxillerat”; premia la millor pel·lícula escollida per 2.000 alumnes de terminale dels instituts de secundària (general, tecnològic i professional) escollit per l'Educació Nacional.
Aquest any, el cartell oficial de César és una fotografia d'Isabelle Huppert, feta per Roger Corbeau per a la pel·lícula Violette Nozière de Claude Chabrol, estrenada el 1978.

## Presentadors i ponents
Per ordre d'aparició.
- Kad Merad, mestre de cerimònies
- Kristin Scott Thomas, presidenta de la cerimònia

- Audrey Fleurot, per la presentació del César a l'actriu més prometedora
- Laurence Arné, per la presentació del César a la millor fotografia
- Camélia Jordana i Niels Schneider, per l'entrega del César a l'home més prometedor
- Jérôme Commandeur, per la presentació del César al millor muntatge i el César al millor so
- Sara Giraudeau i Raphaël Personnaz, pel César al millor documental
- Laurent Lafitte, per la presentació del César a la millor primera pel·lícula
- Niels Arestrup, per la presentació del César a la millor adaptació
- Lucien Jean-Baptiste i Alice Belaïdi, per la presentació del César al millor curtmetratge d'animació i el César al millor llargmetratge d'animació
- Mohamed Merad (pare de Kad Merad), per la presentació del públic César
- Élie Semoun, per la presentació del César al millor vestuari i el César als millors decorats
- Monica Bellucci, pel premi César al millor guió original
- Eddy de Pretto, per un homenatge a Charles Aznavour (portada de Je m'voyais déjà)
- Franck Gastambide i Anouar Toubali, pel César al millor curtmetratge
- Gérard Darmon, per l'entrega del César a la millor actriu secundària
- Kristin Scott Thomas, per la presentació del César Honorari
- Virginie Ledoyen, per la presentació del César al millor actor secundari
- Stéfi Celma i Cécile Cassel, per la presentació del César a la millor música original
- Rossy de Palma i Patrick Timsit, pel premi César a la millor pel·lícula estrangera
- Diane Kruger, per un homenatge a Karl Lagerfeld, i la presentació del César al millor actor
- Guillaume Canet, per la presentació del César al millor director
- Guillaume Gallienne, per la presentació del César a la millor actriu
- Kristin Scott Thomas, per la presentació del César a la millor pel·lícula

## Desenvolupament
El César d'honor fou atorgat a Robert Redford.
Les pel·lícules més guardonades foren Jusqu'à la garde, que 10 nominacions va obtenir quatre premis (millor pel·lícula, millor actriu, millor guió original i millor muntatge) i The Sisters Brothers, que de nou nominacions també en va guanyar quatre (millor director, millor fotografia, millor decorat i millor so). La sorpresa fou Shéhérazade, que va guanyar els tres premis de les seves tres nominacions (millor actor revelació, millor actriu revelació i millor primera pel·lícula). Per contra El gran bany (10 nominacions) i En liberté ! (9 nominacions) no en van guanyar cap.

## Guanyadors i nominats
Els nominats es van anunciar el 23 de gener de 2019. Els guanyadors s'indiquen en negreta.
| Millor pel·lícula - Jusqu'à la garde de Xavier Legrand, produïda per Alexandre Gavras - La Douleur de Emmanuel Finkiel, produïda per Julien Deris, Marc Dujardin, Étienne Mallet, David Gauquié, Yaël Fogiel i Laetitia Gonzalez - En liberté ! de Pierre Salvadori, produïda per Philippe Martin i David Thion - The Sisters Brothers de Jacques Audiard, produïda per Pascal Caucheteux, Michel Merkt, Michael De Luca, Allison Dickey i John C. Reilly - El gran bany de Gilles Lellouche, produïda per Alain Attal i Hugo Sélignac - Guy d'Alex Lutz, produïda per Oury Milshtein, Marine Bertrand, Estelle Cotte - En bones mans de Jeanne Herry, produïda per Alain Attal et Hugo Sélignac | Millor director - Jacques Audiard per The Sisters Brothers - Emmanuel Finkiel per La Douleur - Pierre Salvadori per En liberté ! - Gilles Lellouche per El gran bany - Alex Lutz per Guy - Xavier Legrand per Jusqu'à la garde - Jeanne Herry per En bones mans |
| Millor actor - Alex Lutz pel paper de Guy Jamet a Guy - Édouard Baer pel paper del marquis des Arcis a Mademoiselle de Joncquières - Romain Duris pel paper d'Olivier a Nos batailles - Vincent Lacoste pel paper de David a La meva vida amb l'Amanda - Gilles Lellouche pel paper de Jean a En bones mans - Pio Marmaï pel paper d'Antoine Parent a En liberté ! - Denis Ménochet pel paper d'Antoine Besson a Jusqu'à la garde | Millor actriu - Léa Drucker pel paper de Miriam Besson a Jusqu'à la garde - Élodie Bouchez pel paper d'Alice Langlois a En bones mans - Cécile de France pel paper de Madame de La Pommeraye a Mademoiselle de Joncquières - Virginie Efira pel paper de Rachel Steiner a Un amour impossible - Adèle Haenel pel paper d'Yvonne Santi a En liberté ! - Sandrine Kiberlain pel paper de Karine a En bones mans - Mélanie Thierry pel paper de Marguerite Duras a La Douleur |
| Millor actor secundari - Philippe Katerine pel paper de Thierry a El gran bany - Jean-Hugues Anglade pel paper de Simon a El gran bany - Damien Bonnard pel paper de Louis a En liberté ! - Clovis Cornillac pel paper de Fabrice Le Nadant a Les Chatouilles - Denis Podalydès pel paper de Mathieu a Viure de pressa. Estimar poc a poc | Millor actriu secundària - Karin Viard pel paper de Mado Le Nadant a Les Chatouilles - Isabelle Adjani pel paper de Danny a Le monde est à toi - Leïla Bekhti pel paper de Amanda a El gran bany - Virginie Efira pel paper de Delphine a El gran bany - Audrey Tautou pel paper d'Agnès Parent a En liberté ! |
| Millor actor revelació - Dylan Robert pel paper de Zachary a Shéhérazade - Anthony Bajon pel paper de Thomas a El creient - Thomas Gioria pel paper de Julien Besson a Jusqu'à la garde - William Lebghil pel paper de Benjamin Sitbon a Ments brillants - Karim Leklou pel paper de François a Le monde est à toi | Millor actriu revelació - Kenza Fortas pel paper de Shéhérazade a Shéhérazade - Ophélie Bau pel paper d'Ophélie a Mektoub, My Love: canto uno - Galatéa Bellugi pel paper d'Anna a L'aparició - Jehnny Beth pel paper de Chantal (adulta) a Un amour impossible - Lily-Rose Depp pel paper d'Ève a L'Homme fidèle |
| Millor pel·lícula estrangera - Un assumpte de família de Hirokazu Koreeda • - Three Billboards Outside Ebbing, Missouri de Martin McDonagh • - Cafarnaüm de Nadine Labaki • - Guerra freda de Paweł Pawlikowski • - Girl de Lukas Dhont • - Hannah de Andrea Pallaoro • - Nos batailles de Guillaume Senez • | Millor primera pel·lícula - Shéhérazade de Jean-Bernard Marlin - Un acord original de Romane Bohringer i Philippe Rebbot - Les Chatouilles d'Andréa Bescond i Éric Métayer - Jusqu'à la garde de Xavier Legrand - Sauvage de Camille Vidal-Naquet |
| Millor guió original - Xavier Legrand per Jusqu'à la garde - Pierre Salvadori, Benoît Graffin i Benjamin Charbit per En liberté ! - Gilles Lellouche, Ahmed Hamidi i Julien Lambroschini per El gran bany - Alex Lutz, Anaïs Deban i Thibault Segouin per Guy - Jeanne Herry per En bones mans | Millor guió adaptat - Andréa Bescond i Éric Métayer per Les Chatouilles, segons les obres de teatre Les Chatouilles i La Danse de la colère - Emmanuel Finkiel per La Douleur, segons la novel·la La Douleur de Marguerite Duras - Jacques Audiard i Thomas Bidegain per The Sisters Brothers, segons la novel·la The Sisters Brothers de Patrick deWitt - Emmanuel Mouret per Mademoiselle de Joncquières, segons la novel·la Jacques le Fataliste et son maître de Denis Diderot - Catherine Corsini et Laurette Polmanss per Un amour impossible, segons la novel·la Un amour impossible de Christine Angot |
| Millor música - Vincent Blanchard I Romain Greffe per Guy - Anton Sanko per La meva vida amb l'Amanda - Camille Bazbaz per En liberté ! - Alexandre Desplat per The Sisters Brothers - Pascal Sangla per En bones mans - Grégoire Hetzel per Un amour impossible | Millor fotografia - Benoît Debie per The Sisters Brothers - Alexis Kavyrchine per La Douleur - Laurent Tangy per El gran bany - Nathalie Durand per Jusqu'à la garde - Laurent Desmet per Mademoiselle de Joncquières |
| Millor decorat - Michel Barthélémy per The Sisters Brothers - Pascal Le Guellec per La Douleur - Emile Ghigo per L'Empereur de Paris - David Faivre per Mademoiselle de Joncquières - Thierry François per Un peuple et son roi | Millor muntatge - Yorgos Lamprinos per Jusqu'à la garde - Valérie Deseine per Les Chatouilles - Isabelle Devinck per En liberté ! - Juliette Welfling per The Sisters Brothers - Simon Jacquet per El gran bany |
| Millor so - Brigitte Taillandier, Valérie de Loof i Cyril Holtz per The Sisters Brothers - Antoine-Basile Mercier, David Vranken i Aline Gavroy per La Douleur - Cédric Deloche, Gwennolé Le Borgne i Marc Doisne per El gran bany - Yves-Marie Omnès, Antoine Baudouin i Stéphane Thiébaut per Guy - Julien Sicart, Julien Roig i Vincent Verdoux per Jusqu'à la garde | Millor vestuari - Pierre-Jean Larroque per Mademoiselle de Joncquières - Anaïs Romand i Sergio Ballo per La Douleur - Pierre-Yves Gayraud per L'Empereur de Paris - Milena Canonero per The Sisters Brothers - Anaïs Romand per Un peuple et son roi |
| Millor curtmetratge - Les Petites Mains de Rémi Allier - Braguino de Clément Cogitore - Les Indes galantes de Clément Cogitore - Kapitalistis de Pablo Muñoz Gomez - Laissez-moi danser de Valérie Leroy | Millor documental - Ni juge, ni soumise de Jean Libon i Yves Hinant - America de Claus Drexel - De chaque instant de Nicolas Philibert - Le Grand Bal de Laetitia Carton - Le Procès contre Mandela et les autres de Nicolas Champeaux et Gilles Porte |
| Millor pel·lícula d'animació - Dilili a París de Michel Ocelot - Astérix : Le Secret de la potion magique d'Alexandre Astier i Louis Clichy - Pachamama de Juan Antín Ducord | Millor curtmetratge d'animació - Kötü Kız (Vilaine Fille) d'Ayce Kartal - Au cœur des ombres de Mónica Santos i Alice Guimarães - La Mort, père et fils de Denis Walgenwitz i Winshluss - Raymonde ou l'évasion verticale de Sarah Van den Boom |
| César d'honor - Robert Redford | César del públic - Les Tuche 3 d'Olivier Baroux |
| César dels estudiants - Jusqu'à la garde de Xavier Legrand | |